# مجموعه سلطان اشرف الغوری
مجموعه سلطان اشرف الغوری (عربی: مجموعة السلطان الأشرف الغوري) یک مجموعه معماری معروف در قاهره است که به سبک اسلامی که به دوران مملوکی‌های سیاه‌پوست برمی‌گردد ساخته شده‌است. این مجموعه شامل چندین ساختمان است که به‌صورت متقابل ساخته شده که در بین دو طرف یک راهرو با سقف چوبی قرار دارد. در یک طرف یک مسجد و یک مدرسه وجود دارد که در آن علوم دینی تدریس می‌شد. در مقابل آن سو گنبد ضریح وجود دارد و یک حمام باستانی در مجاورت این بناها واقع شده‌است.

## سازنده

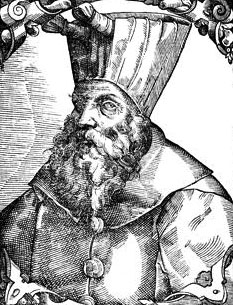
ملک اشرف قانصوه غوری

به دستور ملک اشرف ابوالنصر قانصوه از یبردی الغوری سیاه‌پوست در سال ۸۵۰ هجری ۱۴۴۶ میلادی بنا شد که به اشرف قایتبای تعلق داشت و او را در کارهای مختلف گمارده و سپس خاصکی منصب داد. او برای ۱۰ سال امیر بود و بعد نماینده طرطوس شد و به‌ عنوان پرده‌دار در حلب به کار گرفته شد و سپس به دادستانی ملطیه منتقل شد.
مهندس گروه معماری هنوز ناشناخته است، اما مورخان خاطرنشان می‌کنند که سلطان قانصوه الغوری، شاهزاده اینال را به عنوان معمار ساختمان منصوب کرد.

## تاریخچه
بزرگ سقایان در دولت قانصوه ابو سعید شروع به ساخت مسجد و مدرسه اختصاصی الطواشی کرد، بهمین خاطر به مدرسه ویژه معروف شد و وقتی سلطان قانصوه الغوری به حکومت رسید او را دستگیر و اموالش را مصادره کرد و خواستار بودجه‌های دیگری هم از او شد. او زمین مسجد و ساختمان‌های موجود در آن را به او داد. الغوری آن را دریافت و تخریب کرد و دستور داد تا آن را بازسازی و گسترش دهد و تعدادی بازار هم به آن اضافه کرد و سلطان مسجد را خیلی لوکس بنا کرد به‌صورتیکه سرجمع نزدیک به یک صد هزار دینار برای آن هزینه کرد و در روز جمعه آغاز بهار ۹۰۹ هجری/ سپتامبر ۱۵۰۳ در حضور خلیفه المستمسک بالله یعقوب و قضات مذاهب چهارگانه آن را افتتاح نمود.

## طراحی
ساختمان‌های مجموعه معماری در دو طرف یک راهرو با سقف چوبی قرار دارد که یک طرف آن یک مسجد و یک مدرسه برای آموزش علوم دینی از جمله متعلق به مذاهب چهارگانه مالکی و شافعی و حنفی و حنبلی قرار دارد و طرف مقابل آن شامل گنبد و ضریح و مسیری که نویسندگان در بالای آن به همراه یک خانقاه صوفیان و یک خانه و صندلی برای سلطان است، می‌باشد؛ و در این مجموعه یک حمام باستانی که اینک دیگر ویران شده وجود داشته‌است.
مسجد دارای سه نما است که مهمترین آنها نماد شرقی است که به خیابان المعز مشرف است و ورودی اصلی از وسط آن می‌گذرد و دارای چهار ایوان مستطیل شکل با نماهای ستون‌دار می‌باشد که یک حیاط مربع شکل به مساحت ۱۱ در ۱۲ با دیوارها پوشیده می‌شود.
مناره در سبک اندلس ساخته شده‌است و در جهت جلویی از نمای شرقی واقع شده‌است که یک مربع بزرگ که پایه آن در زیربنای نما بنا شده‌است.

## سرقت اموال باستانی
با توجه به ارزش هنری این مجموعه معماری سلطان غوری، بارها مورد تعرض سارقان آثار باستانی قرار گرفت که یک بار درب مسجد به سرقت رفت، در سپتامبر ۲۰۱۲ همچنان قطعات آن دزدیده شد و همچنین قطعات چوبی منبر آن نیز در یک واقعه دیگر به سرقت رفت.

## وضعیت کنونی
مجموعه الغوری اکنون یکی از مهمترین مکان‌های گردشگری در خیابان المعزالدین فاطمی است که گردشگران با فرهنگ‌های مختلف از آن بازدید می‌کنند. گنبد الغوری در حال حاضر به عنوان چراغ راهی برای احیای هنر آثار باستانی مصری از طریق مرکز خلاقیت هنری در گنبد الغوری مورد استفاده قرار می‌گیرد که وابسته به صندوق توسعه فرهنگی در وزارت فرهنگ از طریق گروه‌های مختلف مذهبی می‌باشد.

## نگارخانه

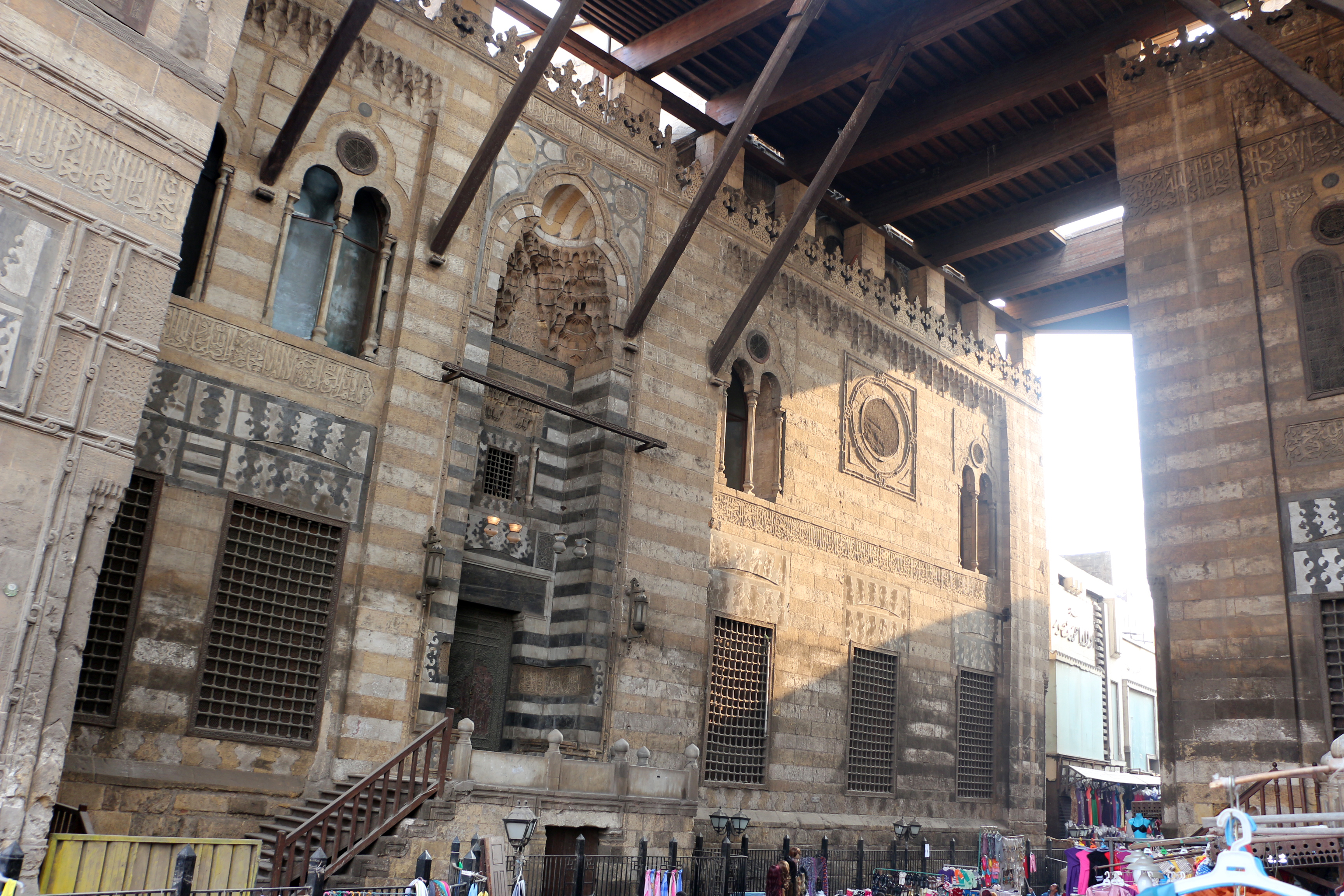
نماد خانقاه از کناره شرقی خیابان.
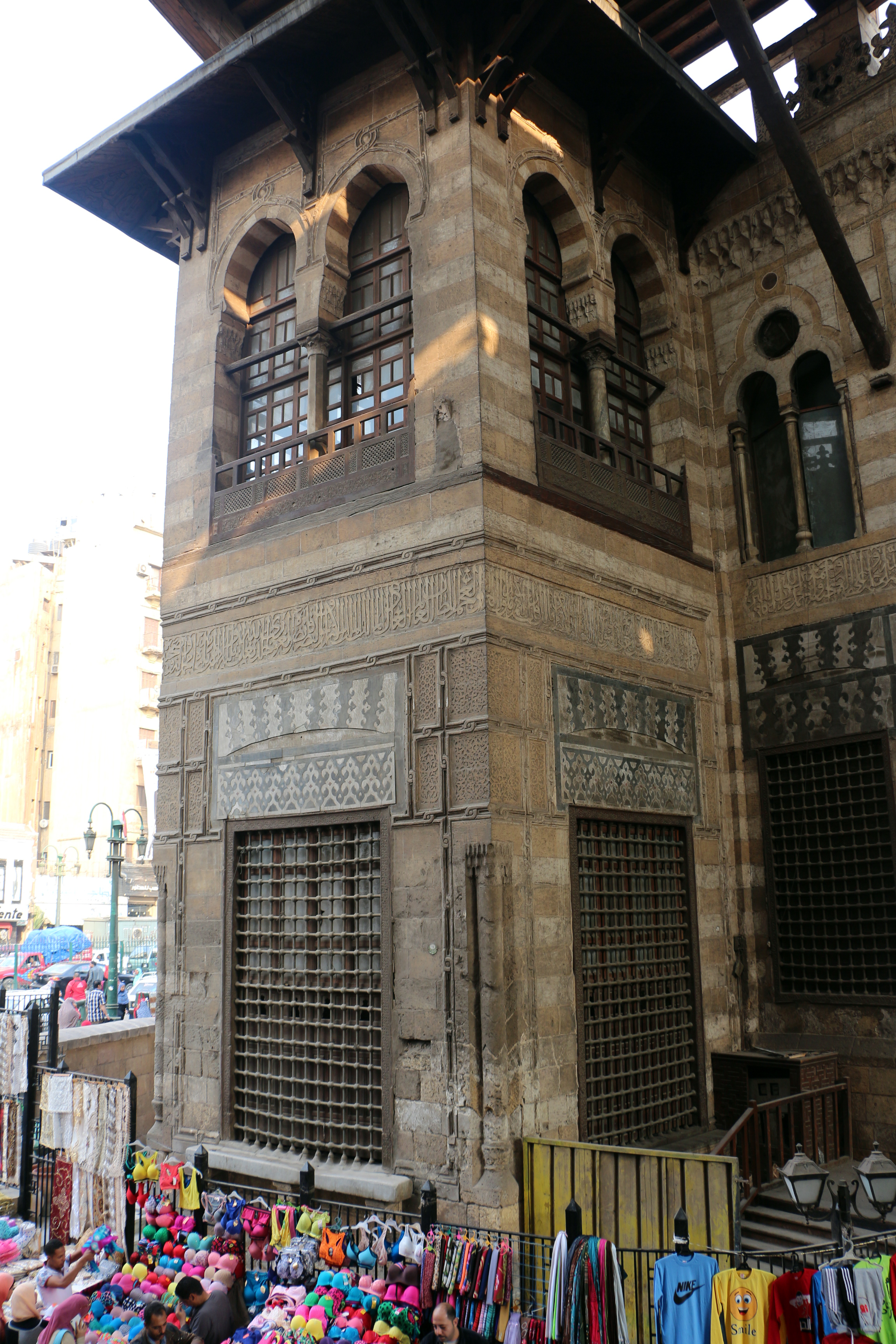
سابیل کوتان خاندان خانقاه در طبقه اول قرار دارد و کوتاب (مدرسه ابتدایی) در طبقه دوم قرار دارد.
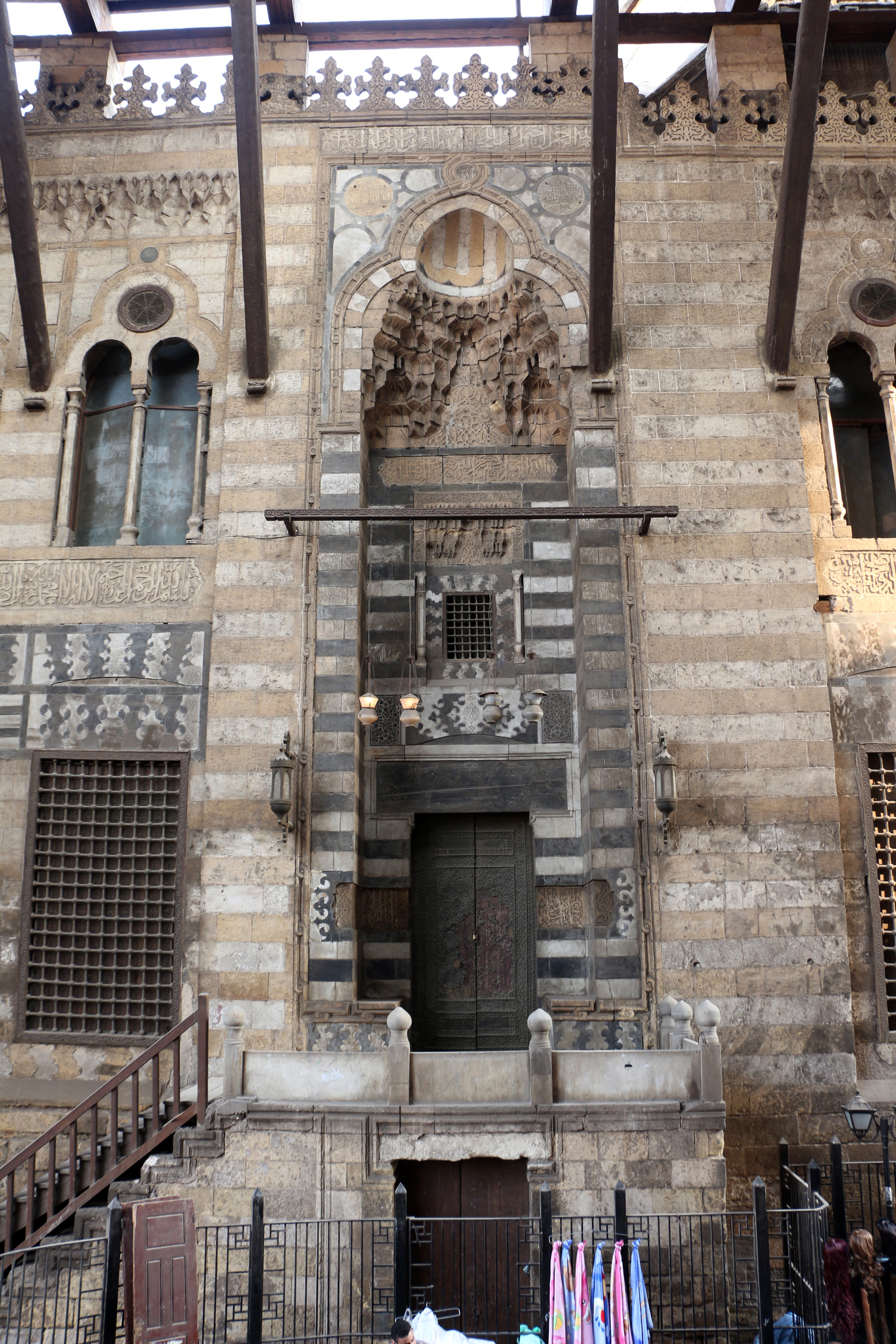
ورودی خانقاه
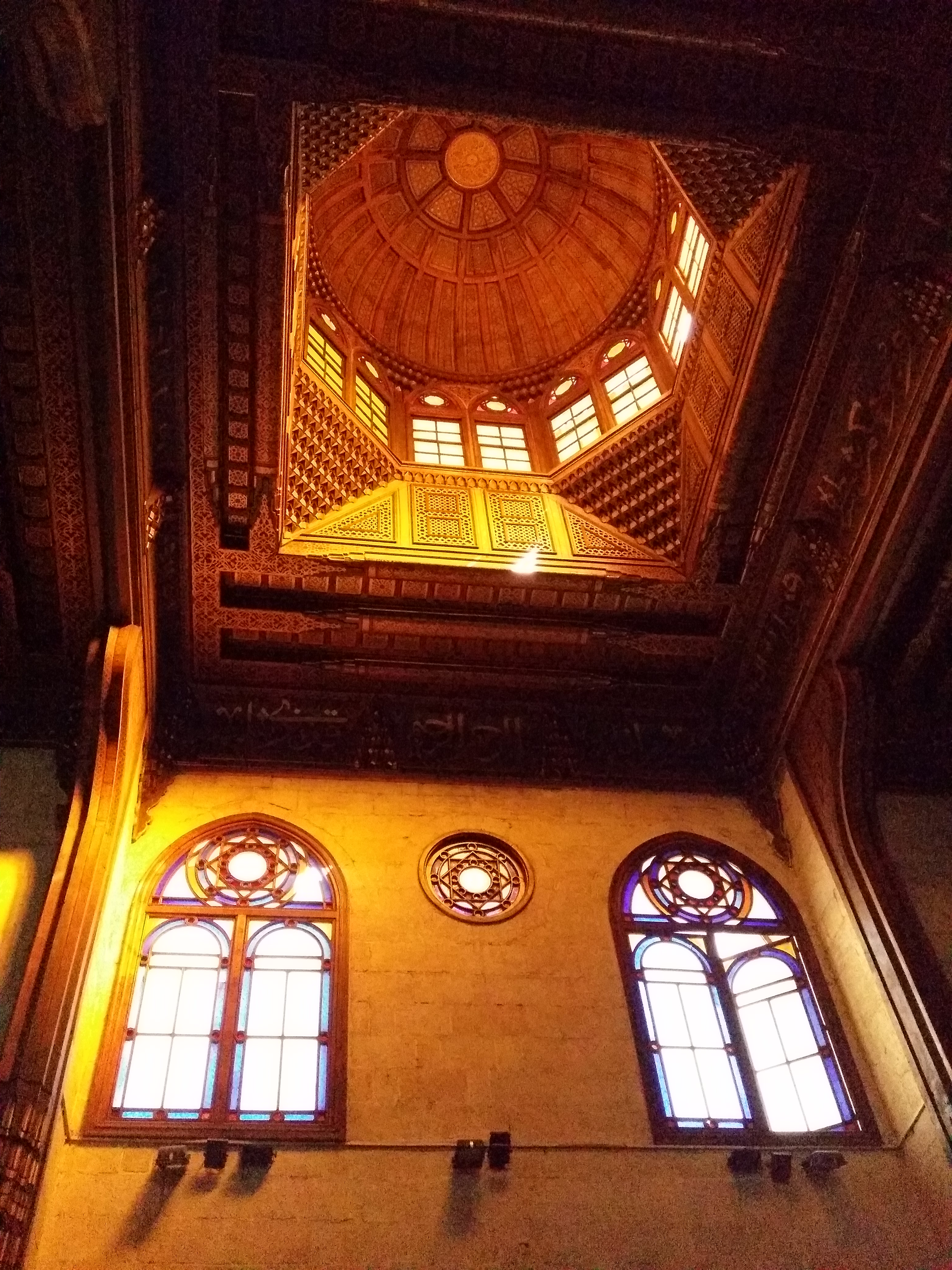
گنبد چوبی در بالای سالن اصلی خانقاه، جایی که جشنهای صوفی برگزار می‌شود.
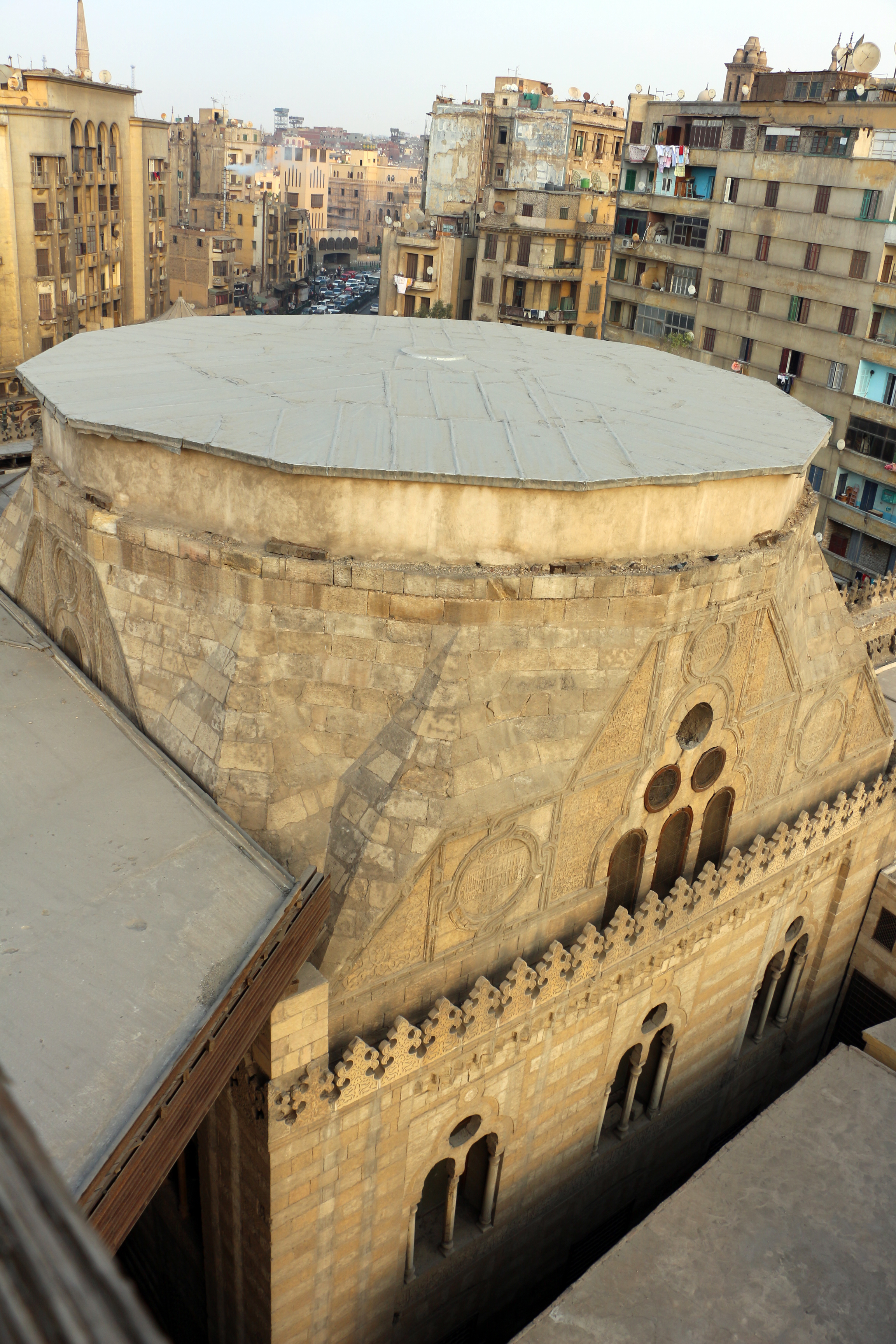
گنبد اصلی ناپایدار، با سقف چوبی مسطح در قرن نوزدهم جایگزین شد.
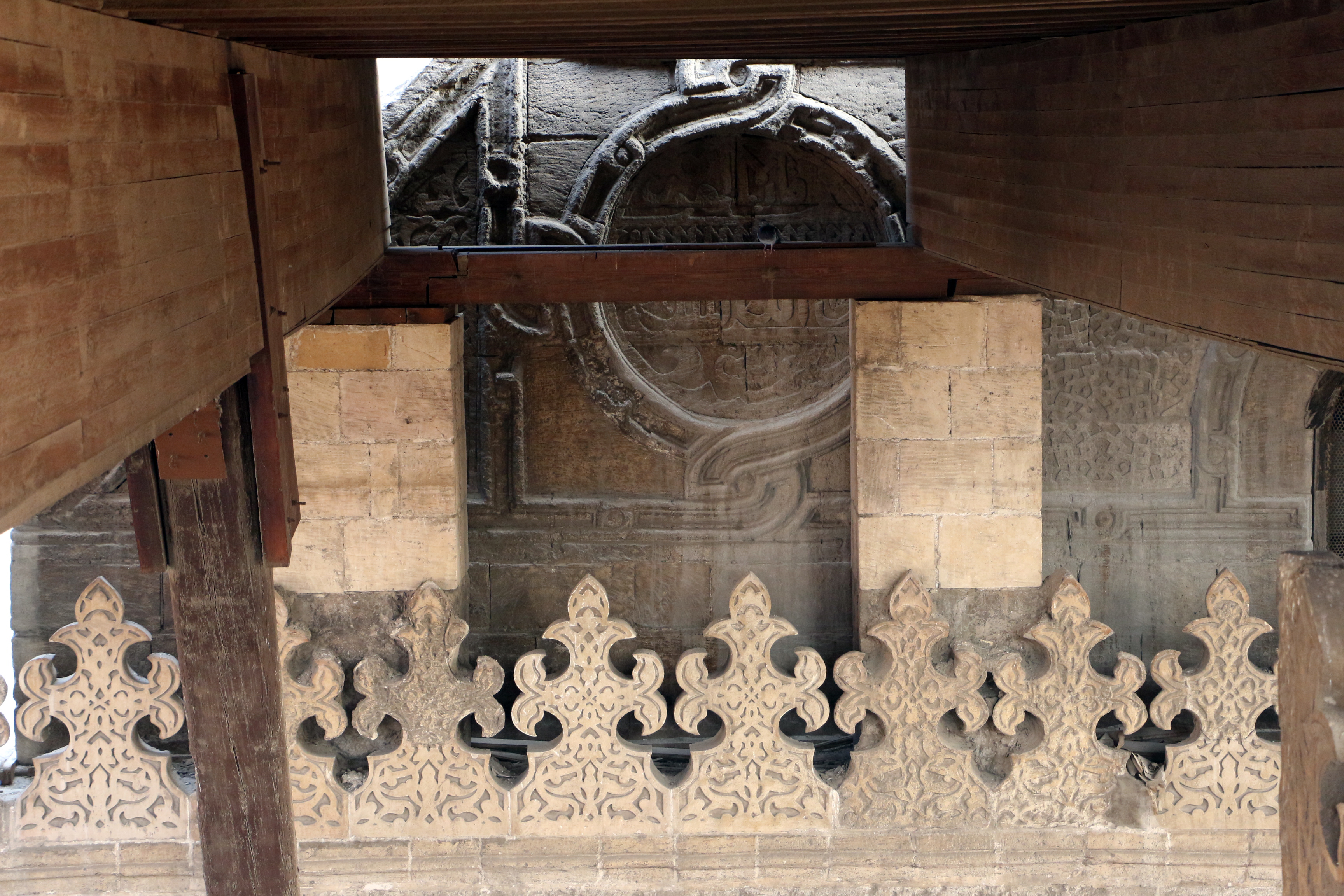
جزئیات از حکاکی سنگ در نزدیکی گنبد، درست زیر سقف چوبی.
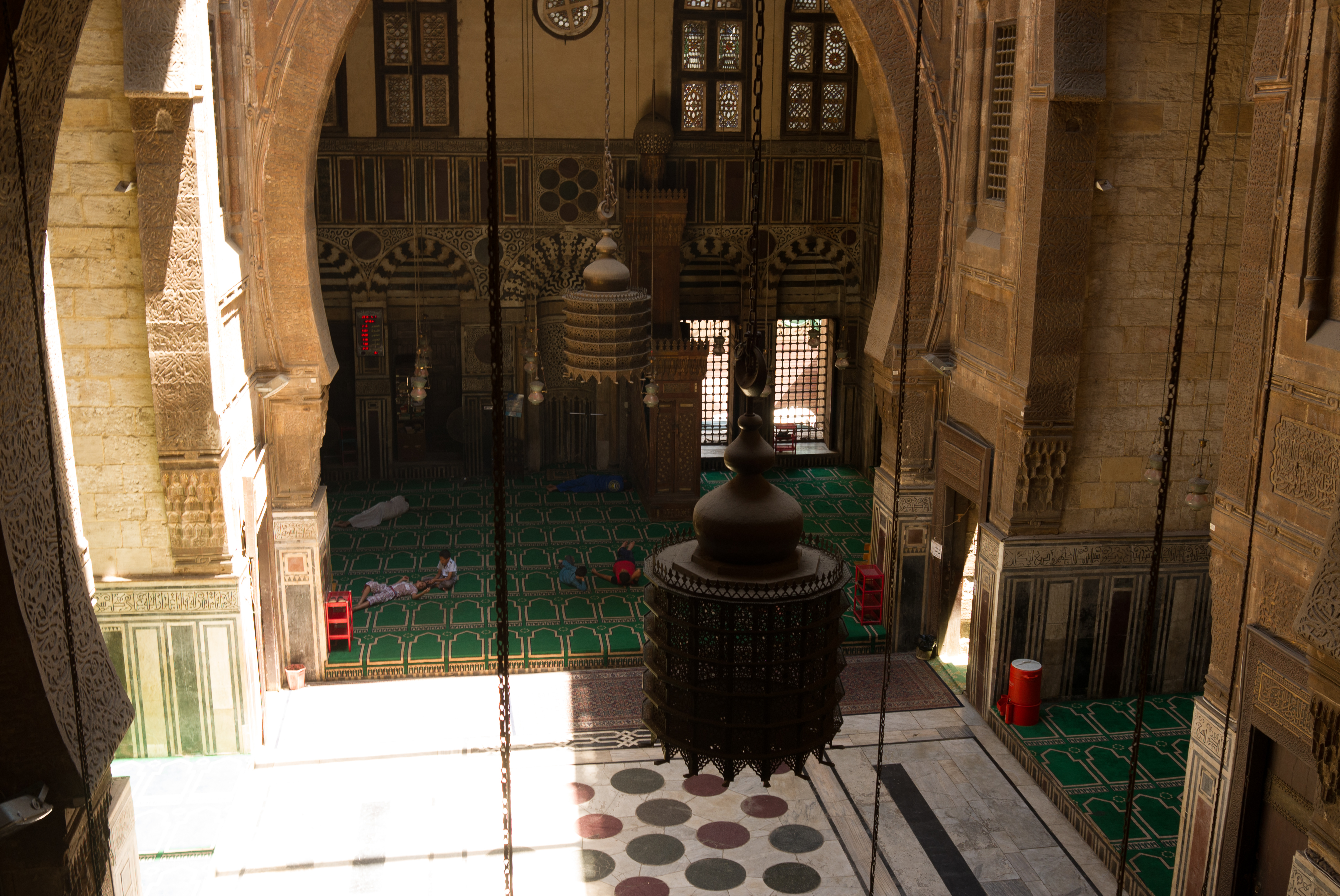
داخلی مسجد مدرسه
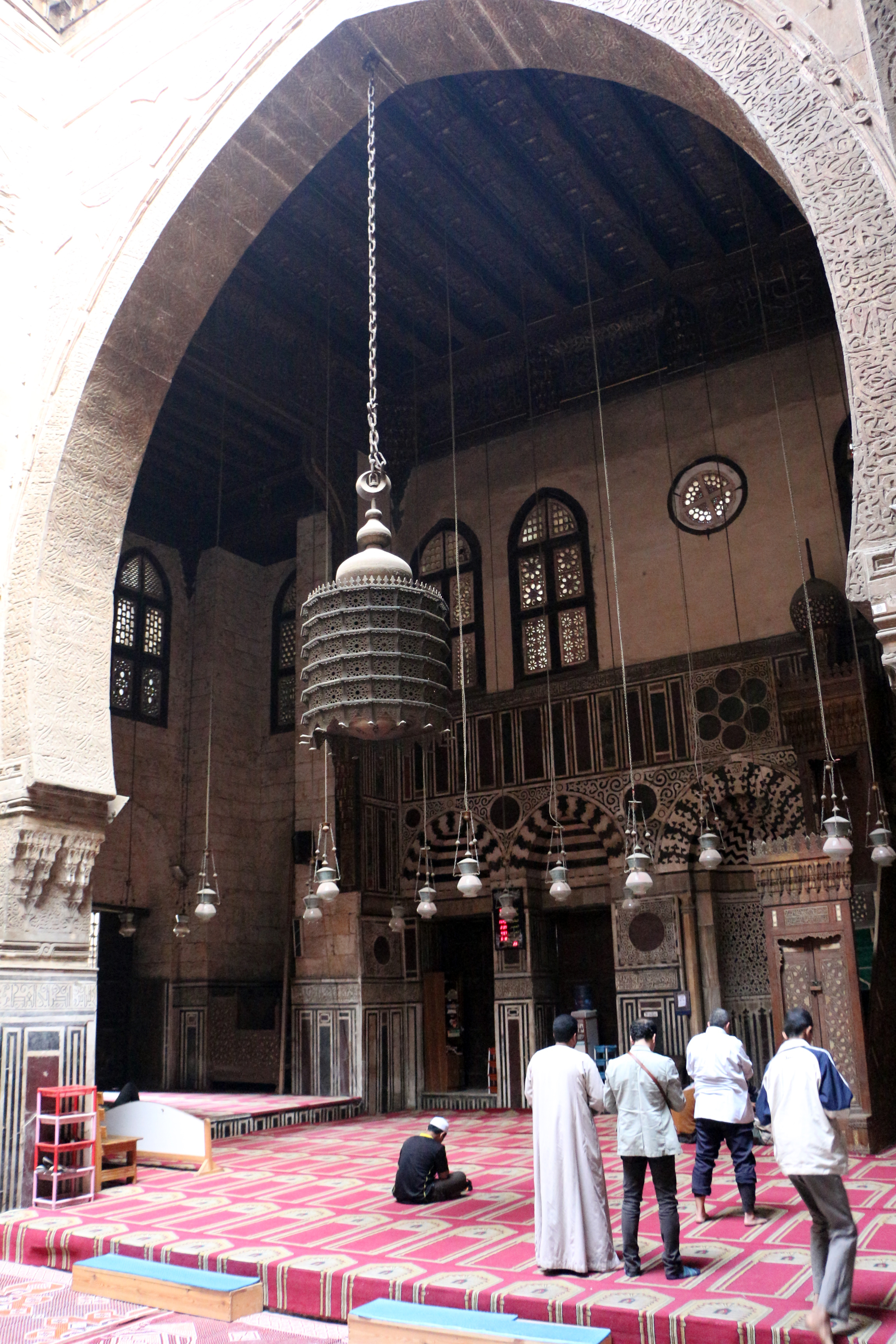
ایوان اصلی تالار دعا در مسجد مدرسه.
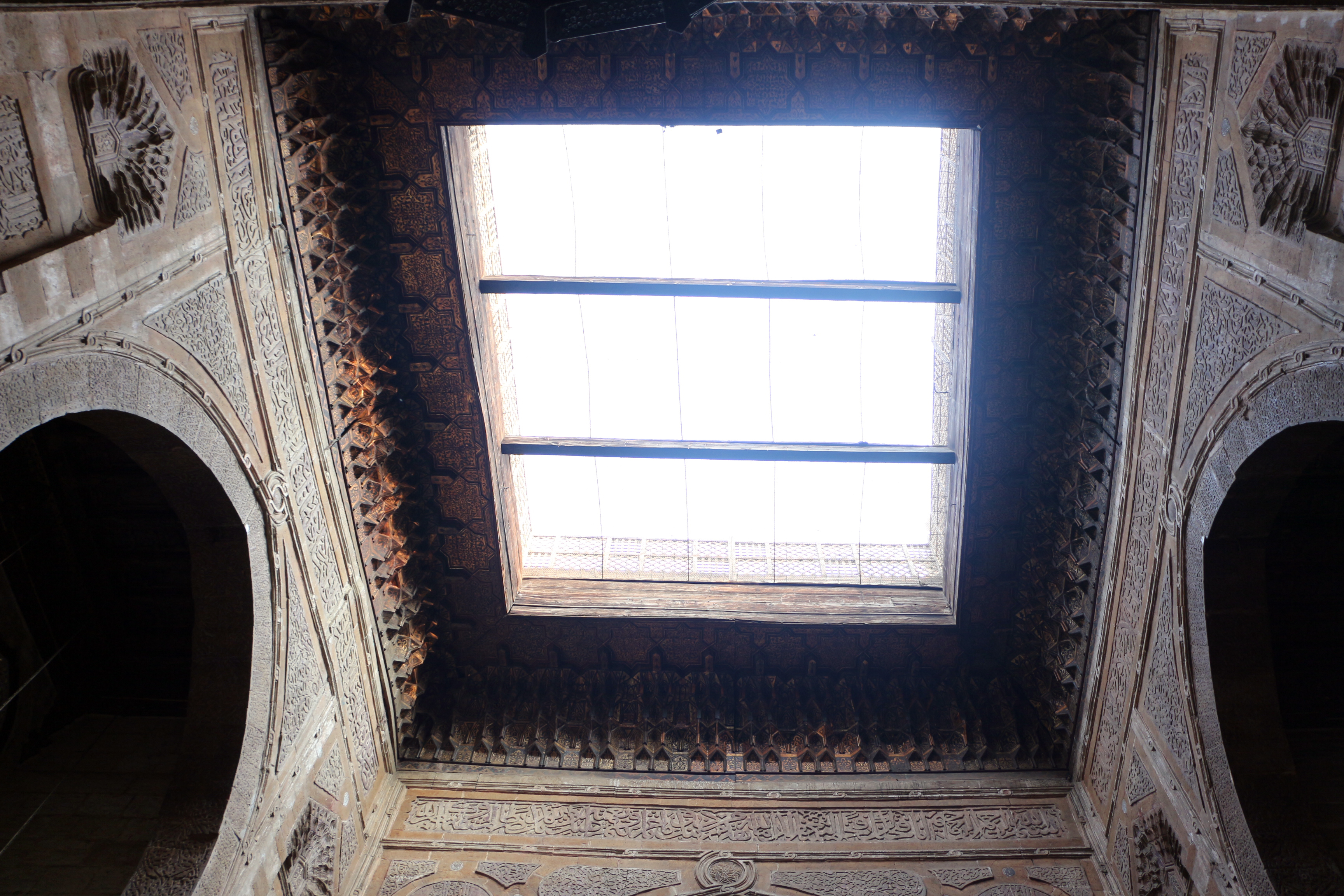
الگوهای سنگی حک شده دیوارها را تزئین می‌کنند.
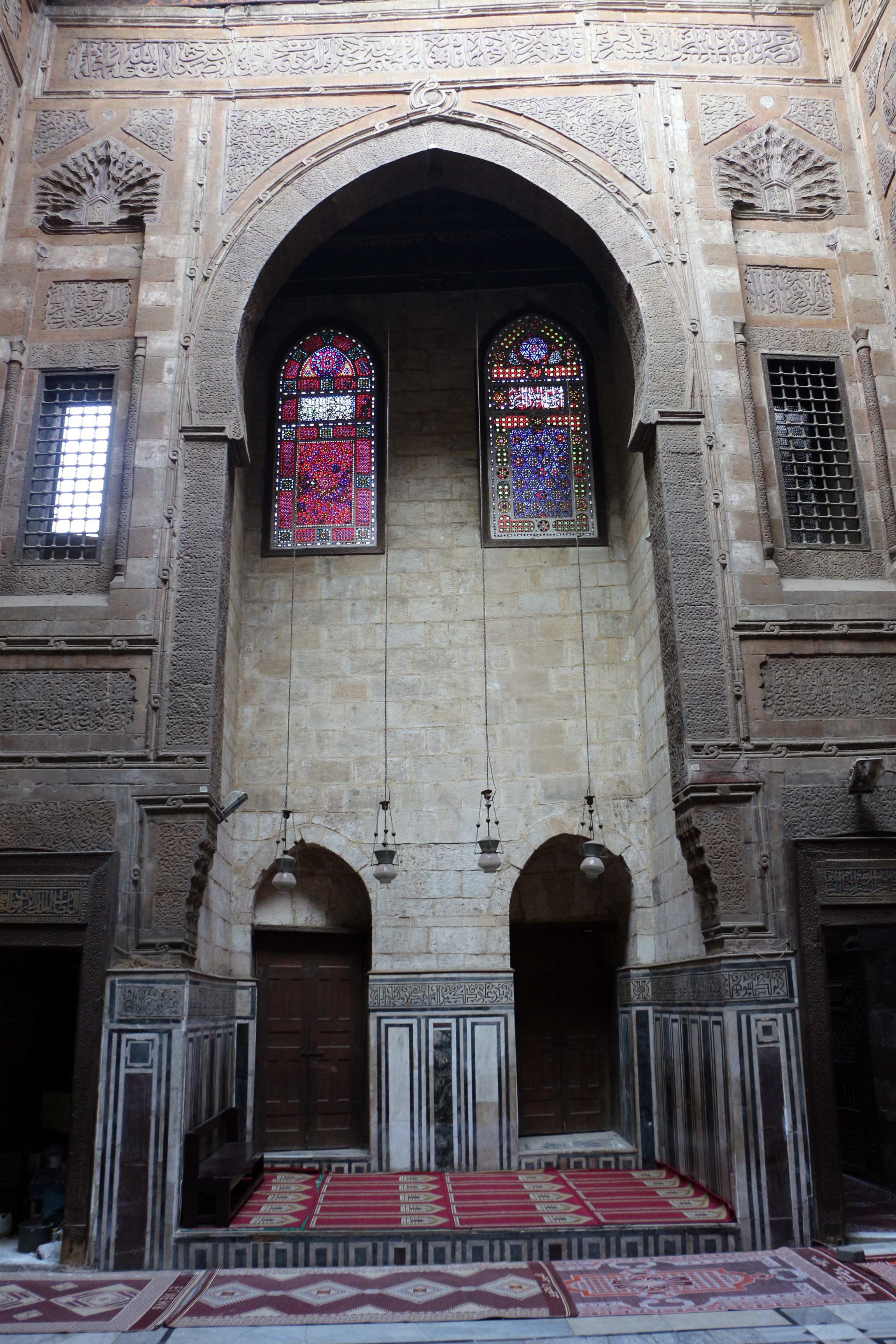
ایوان شمالی حیاط مدرسه.
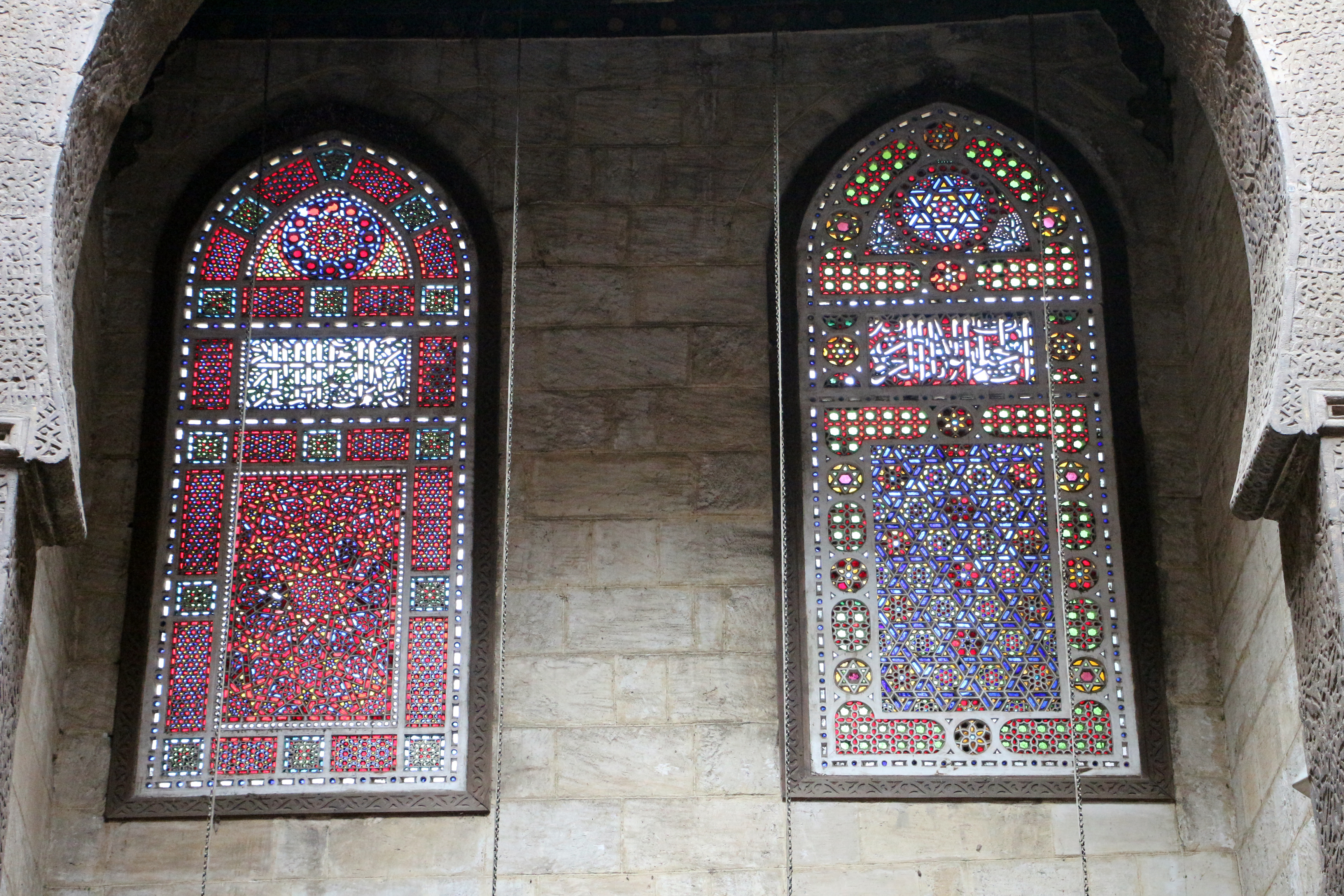
پنجره‌های مدرسه، با مشبک‌های گچی.
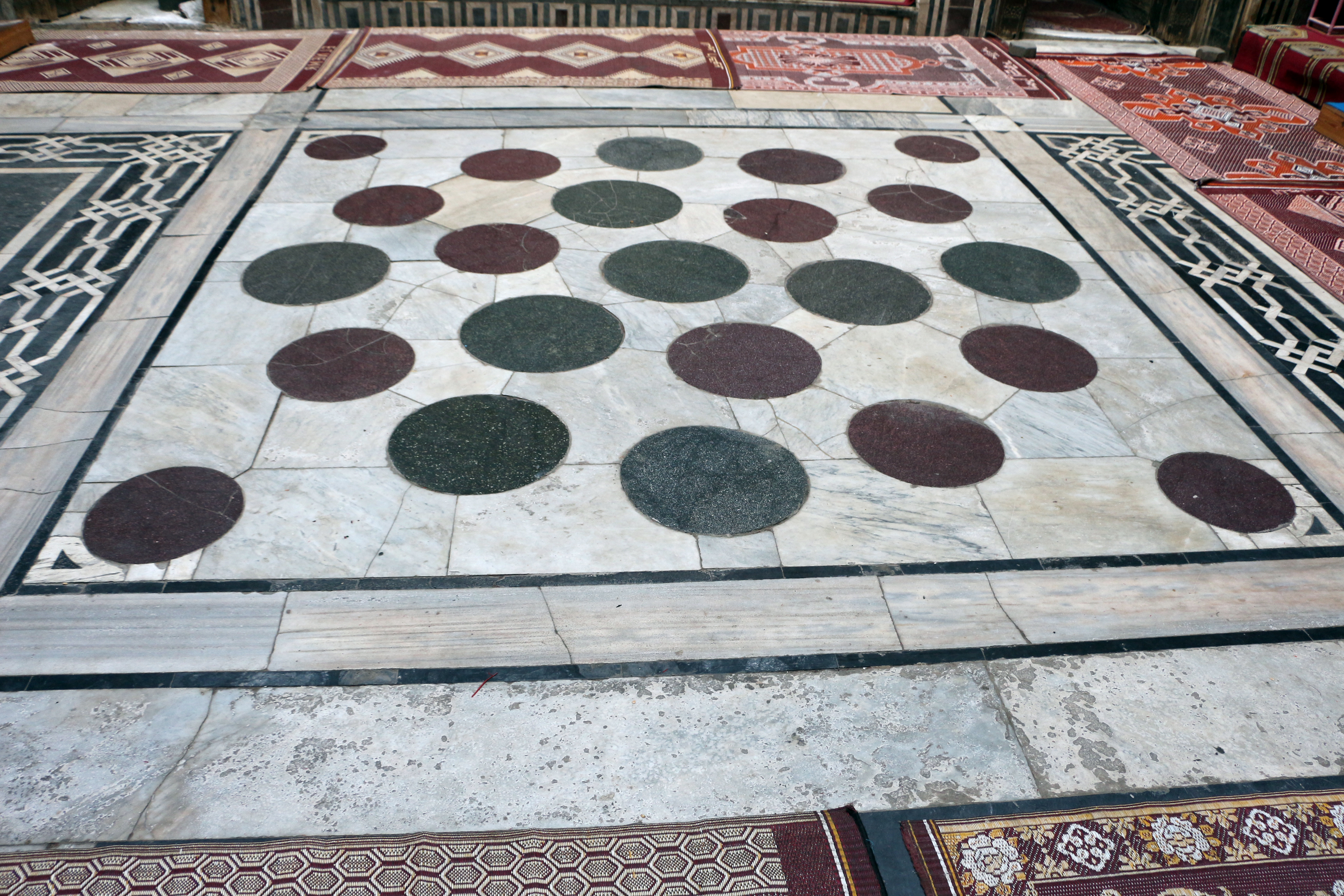
سنگ مرمر موزاییک سنگ فرش.
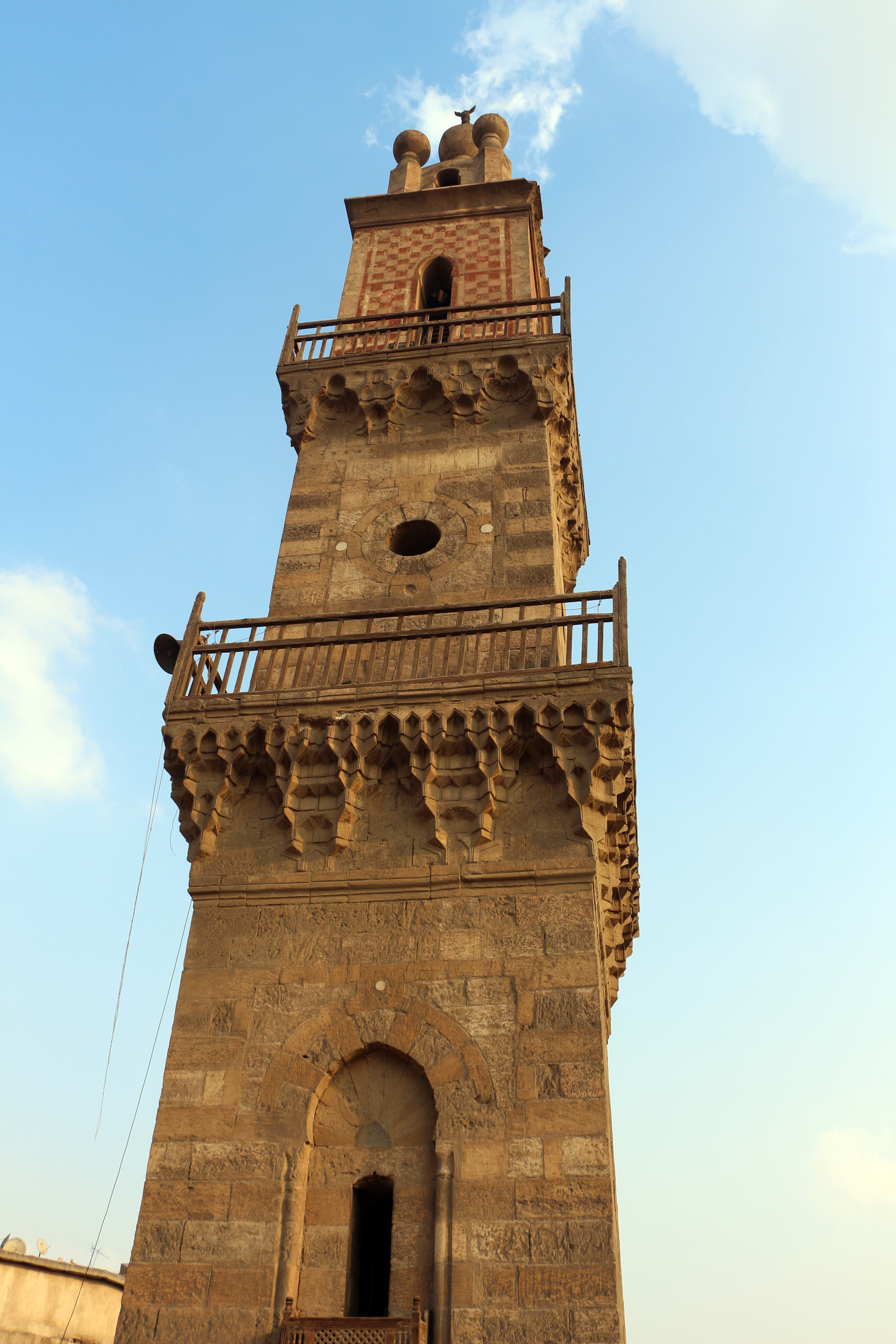
مناره ساخته شده در بالای مسجد مدرسه.
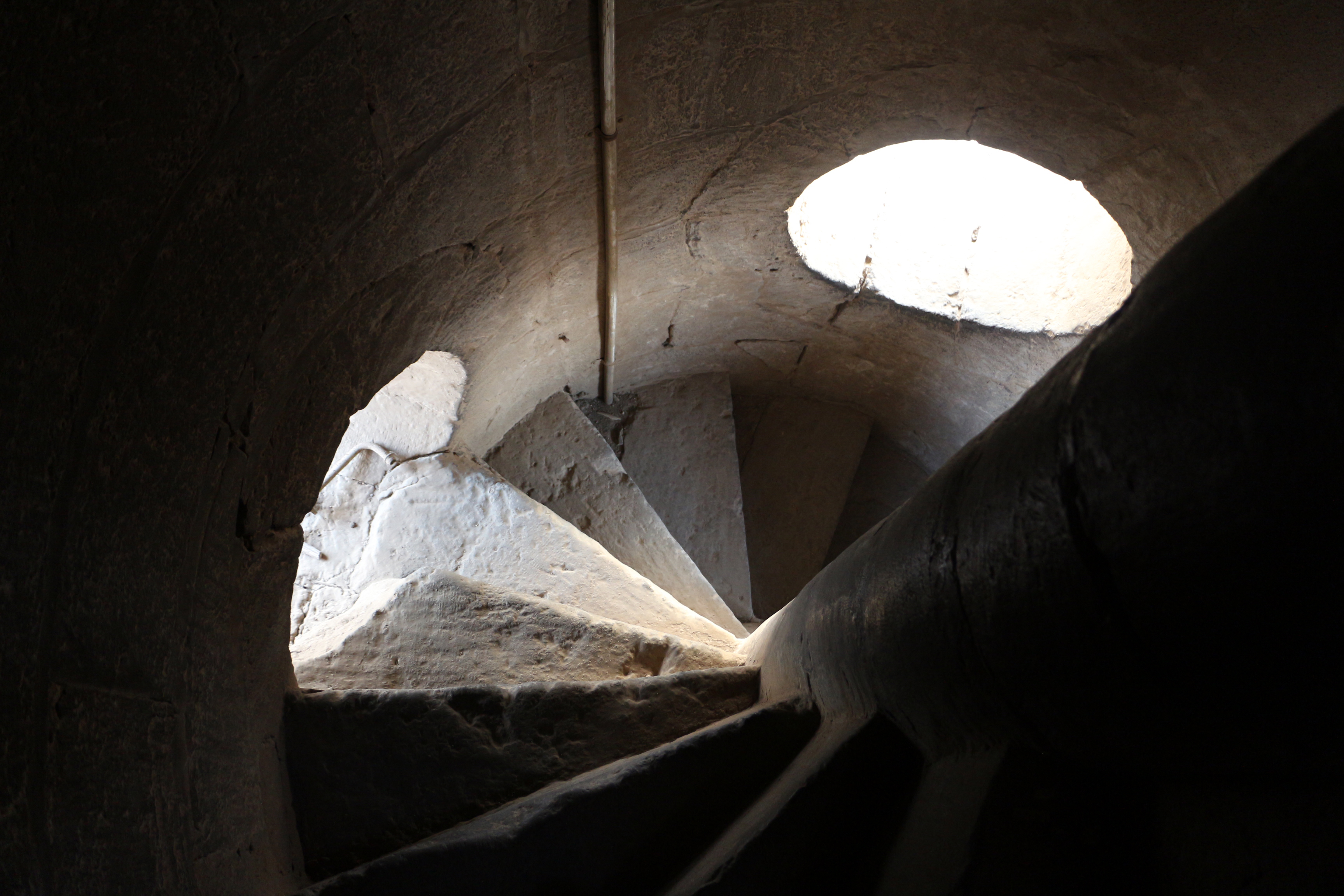
پله داخل مناره.
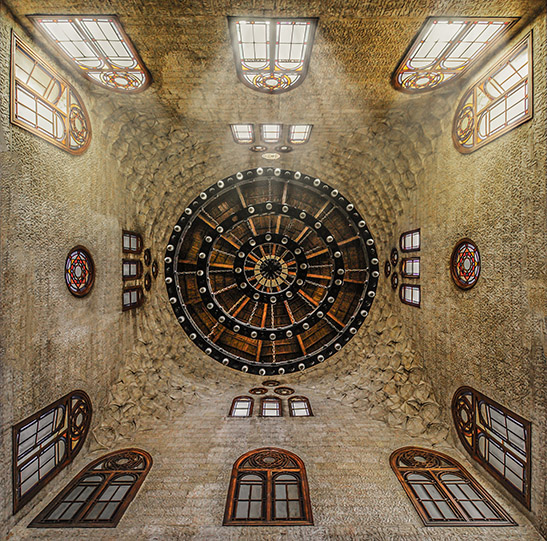
گنبد (در حال حاضر توسط یک سقف چوبی مسطح جایگزین شده‌است.